# Bituin
Bituin é uma telenovela filipina produzida e exibida pela ABS-CBN, cuja transmissão ocorreu em 2002. Internacionalmente, foi transmitida em Camarões, Camboja, Gana, Malásia, Quênia, Tanzânia, Vietnã e Zâmbia.

## Elenco
- Nora Aunor - Laura Sandoval
- Cherie Gil - Carmela Gaston
- Carol Banawa - Melody Sandoval
- Desiree Del Valle - Bernadette Gaston
- Carlo Muñoz - Dante
- Michael Santana - Josh Santana
- Michael de Mesa - Salvador Sandoval
- Gardo Versoza - Diony
- Cherry Pie Picache - Olivia
- Celia Rodriguez - Doña Virginia Gaston
- Jessa Zaragoza - Andromeda
- Ronaldo Valdez - Amante Montesilverio
- Chat Silayan - Elvira Montesilverio
- Tess Aquino - Madonna
- Frank Garcia - Alex Montesilverio
- Geoff Rodriguez - Dave Montesilverio
- Kuh Ledesma - Lyrica Luna
- Kristel Fulgar - Melody (jovem)
- Eliza Pineda - Bernadette (jovem)